# Związek gmin Büsum-Wesselburen
Związek gmin Büsum-Wesselburen (niem. Amt Büsum-Wesselburen) - związek gmin w Niemczech w kraju związkowym Szlezwik-Holsztyn, w powiecie Dithmarschen. Siedziba związku gmin znajduje się w miejscowości Büsum.
W skład związku gmin wchodzi 18 gmin:
1. Büsum
2. Büsumer Deichhausen
3. Friedrichsgabekoog
4. Hedwigenkoog
5. Hellschen-Heringsand-Unterschaar
6. Hillgroven
7. Norddeich
8. Oesterdeichstrich
9. Oesterwurth
10. Reinsbüttel
11. Schülp
12. Strübbel
13. Süderdeich
14. Warwerort
15. Wesselburen
16. Wesselburener Deichhausen
17. Wesselburenerkoog
18. Westerdeichstrich